# Fighting Temptation
Singles de Beyoncé avec Missy Elliott, MC Lyte, et Free
Baby Boy
(2003) Me, Myself and I
(2003)
Singles par Missy Elliott
Back in the Day
(2003) Pass That Dutch
(2003)
Singles par MC Lyte
It's All Yours
(1998) Ride wit Me
(2003)
Fighting Temptation est un single sorti par la chanteuse R'n'B Beyoncé Knowles et les rappeuses Missy Elliott, MC Lyte, et Free en 2003 pour promouvoir le film The Fighting Temptations, où Knowles joue. La chanson contient des échantillons de la chanson de Uncle Louie de 1979 I Like Funky Music. La chanson est essentiellement sur un groupe de femmes strictes avec un règle qui dit « pas de sexe » semblable à une partie de l'intrigue du film où le personnage de Knowles Lilly ne veut pas commencer une relation sexuelle avec son copain Darrin (Cuba Gooding Jr.) tout de suite. Toutefois, dans le film, elle lui assure qu'ils pourraient commencer dans un avenir proche, mais dans la chanson, les femmes ne précisent pas quand elles seront prêts.
Paru dans le commerce le 5 juillet 2003, le single a reçu l'attention des pays européens, notamment en prenant la 13e place aux Pays-Bas. Le film a également été un succès instantané, principalement en raison du succès de Knowles en Europe à cette époque.

## Liste des pistes
CD single Europe
1. Fighting Temptation (Version Album) : 3:51
2. Destiny's Child : I Know (Version Album) : 3:42

## Versions officielles
- Fighting Temptation (A cappella)
- Fighting Temptation (Instrumentale)
- Fighting Temptation (Version Radio)
- Fighting Temptation (DJBBenAyJay)
- Fighting Temptation (DJBBenAyJay A cappella)

## Classements
| Classement (2003)                                 | Meilleure position |
| ------------------------------------------------- | ------------------ |
| U.S. Billboard Bubbling Under R&B/Hip-Hop Singles | 116                |
| Classement (2004)                                 | Meilleure position |
| Belgique (Néer.)                                  | 37                 |
| Pays-Bas                                          | 13                 |
| Allemagne                                         | 54                 |
| Suisse                                            | 42                 |

## Historique des sorties
| Pays       | Date           | Format      | Label            |
| ---------- | -------------- | ----------- | ---------------- |
| États-Unis | 18 août 2003   | Radio urban | Columbia Records |
| Europe     | 5 juillet 2004 | CD single   | Sony BMG         |